# Epiphora weymeri
Epiphora weymeri är en fjärilsart som beskrevs av Druce. Epiphora weymeri ingår i släktet Epiphora och familjen påfågelsspinnare. Inga underarter finns listade i Catalogue of Life.